# Casa Castelló
La Casa Castelló es un edificio situado en la calle Grabador Esteve número 12 en la ciudad de Valencia (España). Es obra del arquitecto valenciano Francisco Javier Goerlich.

## Edificio
El edificio es un proyecto del arquitecto Francisco Javier Goerlich realizado en 1914 para Manuel Castelló decorada con motivos de estilo neobarroco y del modernismo valenciano.
Esta será la primera obra que realizará el prestigioso arquitecto valenciano. Se pueden apreciar los detalles de estilo modernista valenciano en la disposición en forma curva de la parte superior de los miradores, en la cuidada y estilizada rejería tipícamente modernista de la planta baja y de los balcones, en determinada ornamentación de tipo floral y en las vidrieras de la parte superior de los ventanales de la segunda y tercera altura, con detalles florales. 
En este edificio el arquitecto valenciano empleará un lenguaje modernista mucho más contenido que en la cercana casa Barona, ejecutada por él mismo posteriormente, también en el año 1914.
El edificio consta de planta baja y tres alturas. Cabe destacar los ornamentos florales de la puerta de entrada al edificio, los miradores de grandes dimensiones con carpintería de madera, situados en la parte izquierda y derecha del edificio y el remate del edificio con dos óculos con rejería modernista a ambos lados de la fachada. En la parte izquierda del portal del edificio aparece en bronce el nombre del arquitecto, distintivo que solía colocar en muchas de las construcciones que ejecutó.